# Forte de Manuel Velho
O Forte de Manuel Velho localizava-se no município e estado do Rio de Janeiro, no Brasil.

## História
SOUZA (1885), entre os fortins outrora existentes no Rio de Janeiro, cita as "Memórias" de Duarte Nunes, onde se refere este forte, mas sem indicação da sua localização. Ele já estaria desaparecido à época (1885) (op. cit., p. 111).
GARRIDO (1940) acrescenta que pode tratar-se de uma entre uma série de estruturas de defesa anônimas, indicadas em uma Carta Topográfica datada de 1874 (na verdade 1794), no Arquivo Militar, levantada por ordem do Vice-rei D. José Luís de Castro, 2º conde de Resende (op. cit., p. 114).
Segundo o pesquisador da história do Rio de Janeiro José Vieira Fazenda, tratar-se ia de um "pequeno reduto" "perto da base do morro da Glória, dominando a praia de Sapucaitoba (hoje do Flamengo)".